# María Gabriela de Lorena

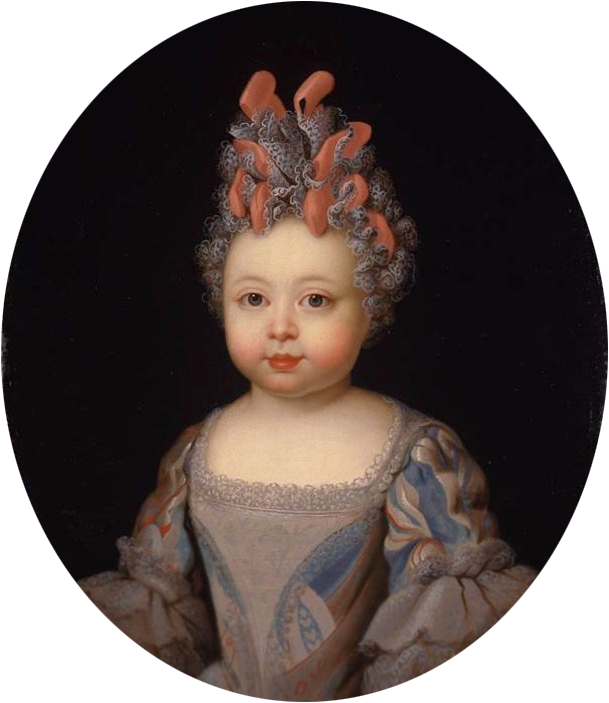
Retrato de la princesa con dos años.

María Gabriela Carlota de Lorena (Palacio Ducal de Nancy, 30 de diciembre de 1702-Castillo de Lunéville, 11 de mayo de 1711) fue una princesa de la casa de Lorena e hija del duque Leopoldo I de Lorena e Isabel Carlota de Orleans.

## Biografía
Fue la cuarta de catorce hijos, de los cuales solo cuatro sobrevivieron a la infancia. Creció muy unida a su hermana Isabel Carlota y recibió una buena educación como sobrina-nieta del Rey Sol. Sus padres tenían un matrimonio feliz y la vida familiar también lo fue.
En 1711 su hermana Isabel Carlota enfermó de viruela y está se la pasó a Gabriela y a su hermano el príncipe heredero Luis, falleciendo los tres con pocos días de diferencia, Gabriela murió pocos meses después de su octavo cumpleaños y sus restos mortales descansan en la cripta ducal de la Iglesia de San Francisco de Cordeliers en Nancy.